# Normenausschuss Materialprüfung
Der Normenausschuss Materialprüfung (NMP) im DIN Deutsches Institut für Normung e. V. ist zuständig für die Erarbeitung von Prüfnormen und Terminologienormen sowie von Grundnormen und Produktnormen für eine große Anzahl von Werkstoffen.

## Geschichte
1947 fand in Berlin eine erste Sitzung von Gremien des Fachnormenausschusses für Materialprüfungen der Technik statt. Eine Geschäftsstelle des MPA (Materialprüfungsausschuss) wurde 1948 in Stuttgart eingerichtet. Im Jahre 1950 wurde dieses Gremium dann in „Fachnormenausschuss Materialprüfung“ (FNM) umbenannt. Die Geschäftsstelle wechselte 1955 nach Dortmund, wo sie 18 Jahre verblieb. 1973 zog man nach  Berlin und 1979 verlegte man die Geschäftsstelle ins Haus der Normung in Berlin, Burggrafenstraße 4 – 10.

## Normgebiete
Normungsarbeiten werden für folgende Bereiche und Gebiete festgelegt:
- Metalle (mechanisch-technologische Prüfverfahren, Überzüge und Korrosion)
- Baustoffe und nichtmetallische anorganische Stoffe  (Keramische Roh- und Werkstoffe, Halbleiter, Naturstein, Glas und Glaskeramik)
- Organische Stoffe  (Papier und Pappe, Kautschuk, Elastomere, Textilien, Leder, Tenside, Gase, feste Brennstoffe)
- Mineralöl- und Brennstoffnormung
- Kerntechnik
- Stoffartunabhängige Prüfung, Grundlagen und Sondergebiete der Materialprüfung

## Wichtige Publikationen des NMP (in Auswahl)
- Wörterbuch Nanotechnologie: Normgerechte Definitionen mit Übersetzungen - Deutsch - Englisch / Englisch - Deutsch.  1. Auflage. Beuth Verlag, 2012, ISBN 978-3-410-22343-6.
- DIN-Taschenbuch 358: Gesteinskörnungen, Wasserbausteine, Gleisschotter, Füller - Prüfverfahren.  2. Auflage. Beuth Verlag, 2008, ISBN 978-3-410-16717-4.

## Organisation
Der NMP hat seine Sacharbeit derzeit in neun Fachbereichen organisiert:
- Metalle (mechanisch-technologische Prüfverfahren, Überzüge und Korrosion)
- Baustoffe und nichtmetallische anorganische Stoffe I (Keramische Roh- und Werkstoffe, Halbleiter)
- Baustoffe und nichtmetallische anorganische Stoffe II (Naturstein, Glas und Glaskeramik)
- Organische Stoffe I (Papier und Pappe, Kautschuk und Elastomere)
- Organische Stoffe II (Textilien, Leder, Tenside, Gase, feste Brennstoffe)
- Mineralöl- und Brennstoffnormung
- Kerntechnik
- Stoffartunabhängige Prüfung, Grundlagen und Sondergebiete der Materialprüfung
- Chemisch-technische Grundlagen[1]